# Abastumani
Abastumani (gruz. აბასთუმანი, także Abastuman) – miejscowość w Gruzji, osiedle leżące w południowo-zachodniej części państwa, w górach Małego Kaukazu. Położone jest na wysokości 1300 m n.p.m., liczy 937 mieszkańców (dane z 2014 roku). Jest to znany ośrodek turystyczno-uzdrowiskowy (popularny już od XIX wieku) bogaty w ciepłe źródła mineralne. Znajdują się tam liczne sanatoria, w których leczy się choroby dróg oddechowych, m.in. gruźlicę i astmę, a także niedokrwistość.
W pobliżu mieści się też obserwatorium astrofizyczne Gruzińskiej Akademii Nauk. Od nazwy miejscowej pochodzi nazwa planetoidy – (1390) Abastumani.